# Lleida (tỉnh)

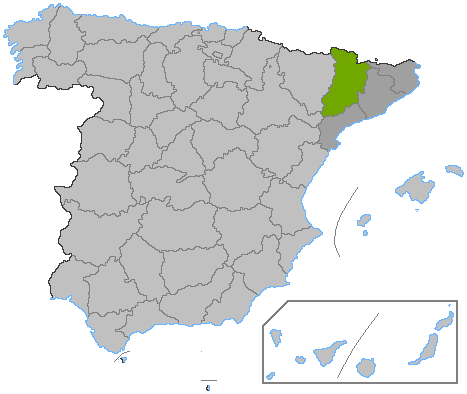
Tỉnh Lleida, Catalonia

Lleida (tiếng Tây Ban Nha: Lérida) là một tỉnh ở đông bắc Tây Ban Nha, phía tây của cộng đồng tự trị Catalunya. Tỉnh này giáp các tỉnh Girona, Barcelona, Tarragona, Zaragoza và Huesca cũng như Pháp và Andorra.
Tỉnh có dân số 414.015 người (năm 2007), có khoảng 30% sinh sống ở tỉnh lỵ Lleida. Tỉnh này có tổng cộng 231 đô thị.
Vườn quốc gia Aigüestortes i Estany de Sant Maurici nằm ở tỉnh này.